# Ostrinia penitalis
Ostrinia penitalis là một loài bướm đêm trong họ Crambidae.